# 王琳 (东汉)
王琳（?—?），字巨尉，汝南郡（今河南省平舆县）人，东汉人物。

## 生平
王琳十几岁就失去了父母。王莽末年大乱，百姓奔逃，只有王琳兄弟独守祖坟，号泣不绝。王琳弟王季，出去遇到赤眉军，将要被他们吃掉，王琳自己捆起来，请求自己死在王季之先，赤眉军同情把他们释放，由此得以乡邑显名。后被征辟司徒府，他推荐贤士後赐去职务。